# Christian de Meza
Christian Julius de Meza (14. januar 1792 i Helsingør – 16. september 1865 i København) var en officer i det danske militær.
De Meza havde en længere militær karriere, der kulminerede med udnævnelsen til overgeneral i 1863. Som ansvarlig for beslutningen om at rømme Dannevirke den 5. februar 1864 blev han den 28. februar fyret af krigsminister Carl Lundbye. De Meza døde som en bitter mand året efter (den 16. september 1865), 73 år gammel og ligger begravet på Garnisons Kirkegård i København.

## Barndom og opvækst
Han var søn af læge og justitsråd Christian Jacob Theophilus de Meza og dennes første hustru Anne Henriette Lund. Christian de Meza boede i hjemmet på Sophiegade i Helsingør, indtil han i 1799 i en alder af syv år kom på kostskolen Bernstorffsminde, der lå ved Brahetrolleborg på Fyn. Skolen fungerede som en fuldstændig erstatning af hjemmet med undervisning og almindelig dannelse, fokuseret på at eleverne skulle besidde bestemte færdigheder, alt efter hvad man forventede de skulle arbejde med i deres fremtid. Hver elev fik tilknyttet en mentor, og de Meza blev i løbet af den tid han var på stedet, stærkt knyttet til sin mentor, lærer Hahn. Tiden på hjemmet var en speciel og idyllisk tid for de Meza, der senere i sit liv mindedes de gode barndomsår med venner og lærere, på dette sted. I 1803 blev det imidlertid besluttet, at de Meza i en alder af tolv år skulle gå ind i militæret for at få en karriere som officer, så han søgte og bestod sin optagelsesprøve på Det Kongelige Artillerikadetinstitut.

## Militær uddannelse
Det kgl. Artillerikadetinstitut lå i Gjethuset, hvor Det Kongelige Teater ligger nu, og her mødte de Meza op den 2. juli 1804 med sin far. Han blev testet af lærerne, hvorefter han blev optaget og kort efter fulgte den daglige undervisning på instituttet. Han boede hos artillerikaptajn Lammers ind til han, cirka to år efter sin optagelse, blev udnævnt til kadet og indskrevet som alumne på instituttet.
De Meza fik hurtigt mulighed for at vise sine evner, da han deltog Englandskrigene, først i 1807 da han tjente som stykjunker under Københavns bombardement. Året efter blev han forfremmet til anden sekondløjtnant i Artillerikorpset og senere blev han udstationeret på Kronborg for at forrette krigstjeneste, hvilket var påkrævet for at gå til afgangseksamen i 1810.
1810 var også året hvor den nu attenårige de Meza blev udstationeret som kommandør for artilleridetachementet og tilsynsførende af batterierne på Halsnæs, ved Frederiksværk. Under denne tjeneste kom han ofte som gæst hos oberstløjtnant Eilert Tscherning og mødte her sin kommende hustru Elisabeth Birgitte.

## Ægteskab
Han blev 17. juni 1821 gift i Frederiksværk med Elisabeth Birgitte Tscherning (24. juli 1793 i København - 20. januar 1861 i Flensborg) datter af oberst Eilert Peter Tscherning og hustru Marie Lützow, datter af viceadmiral Anton Frederik Lützow og derved svoger til oberst og krigsminister Anton Frederik Tscherning og til major Carl Gunder Dalberg.

## Militær karriere
Efter sin udstationering ved Frederiksværk fungerede de Meza en rum tid som underviser ved de militære skoler; først på Artillerikadetinstituttet, hvor han underviste i fædrelandshistorie og militærgeografi, og da dette institut blev nedlagt underviste han i tysk og fransk på den nyoprettede kongelige militære højskole.
De Mezas militære karriere blev præget af, at hans ansøgninger om forfremmelse ofte blev afslået, og andre yngre officerer steg hurtigere i graderne end ham. Men i 1821 blev han udnævnt til kaptajn og forrettede herefter praktisk tjeneste i nogle år ved artilleriet. I 1842 blev han forfremmet til major, men også ved denne lejlighed blev han forbigået af andre yngre officerer, hvilket fik de Meza til at ansøge kongen om sin pension. Denne ansøgning blev afslået – og disse to mænd fik aldrig et godt forhold til hinanden.
I løbet af sin karriere op til Treårskrigen foretog de Meza to studierejser som afveksling af sin daglige gang på højskolen. Den første rejse foretog han i 1825, hvor han besøgte Rhinlandene, Frankrig, England, Italien og Nederlandene, for at søge oplysninger om artillerimateriel og militære undervisningsformer. Hans anden studierejser gik til Paris i slutningen af 1830'erne, hvor han brugte nogle år til at udvide sine sprogkundskaber.

## Treårskrigen
Ved krigsudbruddet af Treårskrigen i 1848 blev han udnævnt til ledende artilleriofficer. Han deltog og udmærkede sig i kampene ved Bov, Nybøl og Dybbøl og blev udnævnt til oberstløjtnant i 1848. I 1849 blev han chef for 6. infanteribrigade under kampene ved Sundeved. Han førte 6. brigade fra Als til Fredericia 5. juli 1849, og havde den følgende dag som opgave at foretage et gennembrud ved den Slesvig-Holstenske hærs nylig opførte skanser og holde stillingen, mens andre enheder trængte ind bag løbegravene. Det lykkedes for de Meza at gennemføre aktionen, som var medvirkende til en dansk sejr i slaget..
Efter Schleppegrells fald under Slaget ved Isted overtog han kommandoen over 2. division og blev forfremmet til general. I 1855 blev han formand for en kommission, der skulle udrede den danske befæstning. Kommissionen konkluderede i 1857, at et forsvar af Holsten og Lauenborg ikke ville være muligt, hvorfor den sydlige forsvarslinje måtte lægges ved Dannevirke. Kernen i forsvarsplanen var en stærk befæstning af Fredericia. Rigsdagen ville imidlertid ikke bevillige de nødvendige midler til at gennemføre planen, og ved udbruddet af 2. Slesvigske Krig var de jyske anlæg noget forsømte.

## 2. Slesvigske Krig
De Meza blev overgeneral for den mobiliserede hær i december 1863 og fik således ansvaret for tropperne ved udbruddet af krigen. I denne egenskab tog han efter et krigsråd den 4. februar 1864, hvor alle generaler med en enkelt undtagelse (Mathias Lüttichau) stemte for tilbagetrækning, beslutningen om at rømme Dannevirke-stillingen den 5. februar. Begrundelsen var, at fæstningsværket var for vanskeligt at forsvare mod en overtallig fjende, hvilket var i overensstemmelse med, at de Mezas instruks påbød ham ikke at sætte hærens eksistens på spil. Hans organisering af troppernes tilbagetrækning til Dybbøl ad tilsneede veje i bidende kulde er senere blevet betegnet som en logistisk bedrift. De prøjsiske officerer fandt intet umiddelbart modtræk, men valgte blot at belejre Dybbølstillingen indtil videre. D.G. Monrad havde efter rømningen af Dannevirke givet en (forbeholden) støtte til de Meza, men dels presset af folkestemningen, dels af en rasende krigsminister Carl Lundbye skiftede han mening, og de Meza blev beordret til København til en høring, som trak i langdrag. Der fulgte nogle hektiske dage, hvor Christian IX stærkt modsatte sig en afskedigelse af overgeneralen. De Meza var utålmodig, og i forsøget på at fremskynde sin tilbagevenden til fronten, truede han med at offentliggøre sin korrespondance med krigsministeren. De Mezas fremgangsmåde betød, at Lundbye på Statsrådsmødet den 26. februar opridsede tre punkter, hvor overgeneralen havde udvist manglende dømmekraft og han satte derefter sin stilling på spil for at få en fyring presset igennem. Kongen erklærede, at han ville overveje sagen i et døgn, og overvejelserne resulterede i, at kongen bøjede sig for Lundbyes krav, således at de Meza formelt blev fjernet fra posten som overgeneral.

## Konsekvenser af fyringen
Den 29. februar blev de Meza afløst af Georg Gerlach, som ikke havde været med ved det afgørende krigsråd. Næsten en måned uden en øverste ledelse, den politiske ustabilitet og ansættelsen af en væsentlig svagere leder forringede – set med eftertidens øjne- de i forvejen meget spinkle danske chancer for militær succes. Det er dog også blevet påpeget, at samtidens reaktioner, både i befolkningen, men også blandt flertallet i folketinget gjorde det umuligt at tage den, ud fra en militær vurdering eneste rigtige beslutning, at lade de Meza fortsætte på posten.
De Meza lukkede sig efter fyringen inde i sin lejlighed, hvor han på skrift søgte at rense sig for offentlighedens beskyldninger om fejhed. Han blev fundet død i sin lejlighed i København 16. september 1865. Foran ham lå et ikke færdiggjort manuskript med titlen: Mit sidste og uigenkaldelige Votum med Hensyn til Krigsførelsen og dennes Forhold til Statsfølelsen, hvor han anklager de politisk ansvarlige for deres "hovedløse" beslutninger før og efter krigens udbrud.

## Eftermæle
Rømningen af Dannevirke betød at de Meza, ud over at blive fyret, blev omtalt i pressen i hårde toner og der var en generel folkestemning om, at det han havde gjort var meget forkert. Han døde således uden at få anerkendelse for det arbejde han igennem hele sit liv havde ydet for det danske militær.
Men mange af eftertidens historikere og militærkyndige har gjort deres for at genrejse de Mezas ære, ved at beskrive situationen og de muligheder generalstaben havde på det givne tidspunkt og derefter konkludere, at det var den bedste løsning. De fleste sagkyndige vil ikke placere skylden for Danmarks nederlag på en enkelt mands skuldre, men snarere nævne en række årsager til, at det gik, som det gjorde.

## Tidslinje
- 1792: de Meza blev født i Helsingør (14. januar).
- 1799: de Meza blev sendt til kostskolen Bernstorffsminde.
- 1804: de Meza begyndte i Artillerikadetinstituttet.
- 1806: de Meza blev virkelig kadet.
- 1807: de Meza tjente som stykjunker under Københavns bombardement.
- 1808: de Meza blev sekondløjtnant af 2. grad.
- 1810: de Meza blev sekondløjtnant af 1. grad i Artillerikorpset.
- 1813: de Meza blev adjoint ved Generalstaben.
- 1816: de Meza blev forsat til artilleriet.
- 1821: de Meza og Elisabeth Birgitte Tscherning blev viet (ægteskabet barnløst).
- 1821: de Meza blev udnævnt til kaptajn.
- 1825: de Meza foretog sin første studierejse til flere europæiske lande (indtil 1827).
- 1827: de Meza blev efter sin hjemkomst docent i sprog ved Den kongelige militære Højskole.
- 1837: de Meza foretog sin anden studierejse til Paris.
- 1842: de Meza blev udnævnt til major.
- 1848: de Meza blev ved udbruddet af Treårskrigen ledende artilleriofficer og senere oberstløjtnant (1. juni).
- 1848: de Meza blev karakteriseret oberst og chef for 6. infanteribrigade.
- 1849: de Meza blev karakteriseret generalmajor og chef for Alskorpset (april).
- 1849: de Meza blev virkelig generalmajor og chef for artilleribrigaden (december).
- 1850: de Meza gennemgik en blæreoperation.
- 1851: de Meza blev inspektør for artilleriet.
- 1855: de Meza blev formand for befæstningskommissionen.
- 1858: de Meza blev kommanderende general for 2. Generalkommando (indtil 1864).
- 1864: de Meza blev overgeneral for den danske hær under den 2. Slesvigske Krig (9. januar).
- 1864: de Meza besluttede at rømme Dannevirke (4. februar).
- 1864: de Meza blev erstattet af Georg Gerlach (29. februar).
- 1864: de Meza blev kommanderende general for 1. Generalkommando.
- 1865: de Meza blev afskediget (pr. 1. april) og sat à la suite.
- 1865: de Meza døde, 73 år gammel, i sin lejlighed i Amaliegade i København.